# Misumenops celer
Misumenops celer är en spindelart som först beskrevs av Nicholas Marcellus Hentz 1847.  Misumenops celer ingår i släktet Misumenops och familjen krabbspindlar.

## Underarter
Arten delas in i följande underarter:
- M. c. olivaceus
- M. c. punctatus